# Coupe d'Europe des lancers 2021
Navigation
Édition précédente Édition suivante
La 20e édition de la Coupe d'Europe des lancers 2021 (en Anglais : European Throwing Cup) se déroule à Split, en Croatie, le 8 et 9 mai 2021. En février 2021, il est annoncé que la compétition est repoussée à cause de la pandémie de Covid-19. Fin mars, l'Association européenne d'athlétisme (EAA) annonce que la compétition, initialement prévue les 13 et 14 février, est reportée.
La compétition est essentiellement marquée par le jet réussi à 71,40 m (dès son 1er essai) par la lanceuse de javelot Polonaise Maria Andrejczyk, qui établit la 3e meilleure performance de l'histoire et un nouveau record national (qu'elle détenait auparavant avec 67,11 m lors des JO de 2016 à Rio de Janeiro). Toutefois, Andrejczyk échoue à 88 centimètres seulement du record mondial de la Tchèque Barbora Špotáková avec 72,28 m.

## Podiums

### Seniors

#### Hommes
| Épreuve           | Or                               | Argent                                  | Bronze                         |
| ----------------- | -------------------------------- | --------------------------------------- | ------------------------------ |
| Lancer du poids   | Andrei Toader (ROU) 20,83 m (PB) | Francisco Belo (POR) 20,47 m            | Scott Lincoln (GBR) 20,25 m    |
| Lancer du disque  | János Huszák (HUN) 65,35 m       | Guðni Valur Guðnason (ISL) 63,66 m (SB) | Marek Bárta (CZE) 63,33 m      |
| Lancer du marteau | Eşref Apak (TUR) 75,99 m         | Chris Bennett (GBR) 75,36 m             | Yann Chaussinand (FRA) 74,54 m |
| Lancer du javelot | Johannes Vetter (GER) 91,12 m    | Andrian Mardare (MDA) 86,66 m (NR)      | Pavel Mialeshka (BLR) 82,55 m  |

#### Femmes
| Épreuve           | Or                                                 | Argent                              | Bronze                             |
| ----------------- | -------------------------------------------------- | ----------------------------------- | ---------------------------------- |
| Lancer du poids   | Sara Gambetta (GER) 18,86 m (EL)                   | Aliona Dubitskaya (BLR) 18,79 m     | Emel Dereli (TUR) 18,29 m (SB)     |
| Lancer du disque  | Liliana Cá (POR) 62,80 m                           | Irina Rodrigues (POR) 62,79 m (SB)  | Shanice Craft (GER) 62,05 m        |
| Lancer du marteau | Malwina Kopron (POL) 72,82 m                       | Anita Włodarczyk (POL) 72,37 m      | Alexandra Tavernier (FRA) 70,55 m  |
| Lancer du javelot | Maria Andrejczyk (POL) 71,40 m (CR) (WL) (EL) (NR) | Christin Hussong (GER) 66,44 m (SB) | Tatsiana Khaladovich (BLR) 62,88 m |

### Espoirs

#### Hommes
| Épreuve           | Or                                        | Argent                                 | Bronze                           |
| ----------------- | ----------------------------------------- | -------------------------------------- | -------------------------------- |
| Lancer du poids   | Dzmitry Karpuk (BLR) 19,99 m              | Odysseas Mouzenidis (GRE) 19,81 m      | Alperen Karahan (TUR) 19,48 m    |
| Lancer du disque  | Yauheni Bahutski (BLR) 64,37 m (CR)       | Giorgos Koniarakis (CYP) 59,31 m (NUR) | Tom Reux (FRA) 58,11 m           |
| Lancer du marteau | Chrístos Frantzeskákis (GRE) 75,10 m (SB) | Dawid Pilat (POL) 71,29 m (WUL)        | Rúben Antunes (POR) 71,05 m (PB) |
| Lancer du javelot | Teuraiterai Tupaia (FRA) 80,46 m (PB)     | Pavel Sasimovich (BLR) 77,23 m (SB)    | Topias Laine (FIN) 76,84 m       |

#### Femmes
| Épreuve           | Or                              | Argent                               | Bronze                                  |
| ----------------- | ------------------------------- | ------------------------------------ | --------------------------------------- |
| Lancer du poids   | Pinar Akyol (TUR) 17,65 m (WUL) | Axelina Johansson (SWE) 17,50 m (PB) | Amanda Ngandu-Ntumba (FRA) 16,09 m (PB) |
| Lancer du disque  | Özlem Becerek (TUR) 57,02 m     | Amanda Ngandu-Ntumba (FRA) 55,48 m   | Annesofie Nielsen (DEN) 54,21 m (PB)    |
| Lancer du marteau | Ewa Różańska (POL) 67,46 m (PB) | Cecilia Desideri (ITA) 63,99 m       | Katrine Koch Jacobsen (DEN) 63,67 m     |
| Lancer du javelot | Adriana Vilagoš (SRB) 60,22 m   | Julia Valtanen (FIN) 56,24 m         | Karyna Butkevich (BLR) 56,20 m          |

## Tableau des médailles
- Pays organisateur ( Croatie)

| Rang  | Nation          | Or | Argent | Bronze | Total |
| ----- | --------------- | -- | ------ | ------ | ----- |
| 1     | Pologne         | 3  | 2      | 0      | 5     |
| 2     | Turquie         | 3  | 0      | 2      | 5     |
| 3     | Biélorussie     | 2  | 2      | 3      | 7     |
| 4     | Allemagne       | 2  | 1      | 1      | 4     |
| 5     | Portugal        | 1  | 2      | 1      | 4     |
| 6     | France          | 1  | 1      | 4      | 6     |
| 7     | Grèce           | 1  | 1      | 0      | 2     |
| 8     | Hongrie         | 1  | 0      | 0      | 1     |
| 8     | Roumanie        | 1  | 0      | 0      | 1     |
| 8     | Serbie          | 1  | 0      | 0      | 1     |
| 11    | Finlande        | 0  | 1      | 1      | 2     |
| 11    | Grande-Bretagne | 0  | 1      | 1      | 2     |
| 13    | Chypre          | 0  | 1      | 0      | 1     |
| 13    | Islande         | 0  | 1      | 0      | 1     |
| 13    | Italie          | 0  | 1      | 0      | 1     |
| 13    | Moldavie        | 0  | 1      | 0      | 1     |
| 13    | Suède           | 0  | 1      | 0      | 1     |
| 18    | Danemark        | 0  | 0      | 2      | 2     |
| 19    | Tchéquie        | 0  | 0      | 1      | 1     |
| Total | Total           | 16 | 16     | 16     | 48    |